# Schefflera carrii
Schefflera carrii är en araliaväxtart som beskrevs av Hermann August Theodor Harms. Schefflera carrii ingår i släktet Schefflera och familjen araliaväxter.
Artens utbredningsområde är Papua Nya Guinea. Inga underarter finns listade.